# سقم (خنفر)

تعديل مصدري - تعديل

سقم هي إحدى قرى عزلة جعار بمديرية خنفر التابعة لمحافظة أبين، بلغ تعداد سكانها 177 نسمة حسب تعداد اليمن لعام 2004.